# کداک بلک
بیل کهان کاپری (با نام اصلی دیوسون اکتو)، معروف به کداک بلک، خواننده رپ آمریکایی است. او با تک آهنگ " No Flockin " که در سال ۲۰۱۴ منتشر شد، شناخت اولیه را بدست آورد. اولین آلبوم او Painting Pictures (2017) در جایگاه سوم بیلبورد ۲۰۰ آمریکا قرار گرفت و تک‌آهنگ " Tunnel Vision " از همان آلبوم در جایگاه ششم، بیلبورد ۱۰۰تای برتر قرار گرفت. دومین آلبوم بلک Dying to Live (2018) در بیلبورد ۲۰۰ در جایگاه اول قرار گرفت و تک آهنگ "ZEZE " از این آلبوم (با حضور تراویس اسکات و آفست) در رتبه‌ی دوم در بیلبورد ۱۰۰تای برتر قرار گرفت.
دوره کاری کداک بلک با موفقیت در جریان اصلی و همچنین جنجال‌های عمومی و مسائل قانونی همراه بوده‌است. مشکلات حقوقی او از دوران راهنمایی آغاز شد و در اواخر سال ۲۰۱۰ به‌طور قابل توجهی افزایش یافت. در سال ۲۰۱۹، بلک به جرم داشتن اسلحه دستگیر شد و تقریباً به چهار سال زندان فدرال محکوم شد. در حالی که در زندان بود، او سومین آلبوم استودیویی خود Bill Israel (2020) را منتشر کرد.

## زندگی شخصی
در سال ۲۰۱۴، کداک بلک اظهار داشت که وی در حال کار برای گرفتن دیپلم دبیرستان در دبیرستان Blanche Ely در ساحل پومپانو است.
در حین حبس خود، کداک بلک پس از آنکه کشیشی که اداره زندان را بر عهده داشت، با او کتاب مقدس را آموخت، خود را به عنوان یک اسرائیلی عبری شناسایی کرد. بعداً او درخواست تغییر نام خود را به بیل کاهان بلانکو داد، کاهان ظاهراً یک املای کوهن بود، اصطلاحی که در یهودیت به کاهنی گفته می‌شود که از هارون نبی و برادرش موسی، منتقل می‌شوند. در ۲ مه ۲۰۱۸، او به‌طور قانونی نام خود را از "Dieuson Octave" به "Bill K. Kapri" تغییر داد.

### انسان دوستی
در اول اکتبر، کداک بلک ۱۰ هزار دلار به مرکز کودکان جک و جیل، که ارائه دهنده آموزش کودکان اولیه است، اهدا کرد. در نوامبر ۲۰۱۸، کداک بلک اعلام کرد که در حال ساخت مدرسه در هائیتی است.
در تاریخ ۲۰ دسامبر ۲۰۱۸، کداک بلک به منظور فراهم کردن هدایا برای ۱۵۰ کودک در منطقه، مبلغ کافی را به مراقبت از کودکان بهشت در شهرستان برووارد، فلوریدا اهدا کرد. علاوه بر این، وی همچنین ۵۰۰۰ دلار برای مهمانی سالانه کریسمس این سازمان اهدا کرد.
در اواخر سال ۲۰۱۸، او ۲۵۰۰ دلار به افسر پلیس کارولینای جنوبی، ترنس کاراوی، که در یک تیراندازی در حین کار کشته شد، اهدا کرد. در تاریخ ۳ مه ۲۰۱۹، کداک بلک ۱۲ هزار و ۵۰۰ دلار به دختری به نام پیج کوک اهدا کرد، هدف این دختر دادن مداد و دفتر بود که به همه ۷ هزار و ۶۰۰ دانش آموز در منطقه مدرسه مستقل کلبرن در تگزاس، یک منطقه کم درآمد بدهد. در سال ۲۰۱۸، پیج سرمایه کافی برای خرید بیش از ۴۰۰۰۰ مداد جمع کرد.
در پی تیراندازی کلرادو STEM در سال ۲۰۱۹، وکیل کداک بلک در ۱۱ مه به خانواده کندریک ری کاستیلو که پس از ریه در حمله به ضرب گلوله کشته شد کشته شد و پیشنهاد پرداخت هزینه مراسم خاکسپاری کاستیلو را داد و یک سالانه را کنار گذاشت. ۱۰ هزار دلار بورس تحصیلی برای هر دانشجویی که می‌خواهد برای علوم و مهندسی به دانشگاه برود. وکیل وی اظهار داشت که خانواده هنوز پاسخی نداده‌اند.
کداک همچنین ادعا کرد که ۵۰٬۰۰۰ دلار به جکیوم، پسر ایکس‌ایکس‌ایکس تنتاسیون که او همکارش بود اهدا کرد. کداک و ایکس‌ایکس‌ایکس تنتاسیون تا زمان قتل وی در سال ۲۰۱۸ دوست بودند.

## ترانه‌شناسی

### آلبوم‌های استودیویی
- Painting Pictures (2017)
- Dying to Live (2018)
- Bill Israel (2020)
- Back for Everything (2022)
- Pistolz & Pearlz (2023)